# Praenestei fibula
A praenestei fibula (latinul FIBULA PRÆNESTINA) egy feliratot tartalmazó aranycsat, amelyről úgy vélik, hogy a latin nyelv legelső írott emléke, megelőzvén a Duenos-feliratot (bár néhány kutató azt állítja, hogy a csat hamis). A fibula az ókori itáliai Latium Praeneste (ma Palestrina) városából származik, feltehetően az i. e. 7. századból. Jelenleg a római Pigorini múzeumban őrzik. Amennyiben azonban bebizonyosodik, hogy csak egy csalásról van szó, úgy az első nyelvemlék a Duenos-felirat marad, amely az i. e. 6. századból, azaz száz évvel későbbről származik.

## A felirat
A fibulán olvasható ólatin mondat, amelynek érdekessége, hogy az írás jobbról balra halad, a következő:
|                                                               |
| MANIOS MED FHEFHAKED NVMASIOI /mánios med fhéfhaked numásioi/ |

Átírás aranykori latinra:
MANIUS ME FECIT NUMERIO
/mánius me fékjit numério/
Magyar fordításban:
„Manius készített engem Numeriusnak.”

## Felhasznált és ajánlott irodalom
Akik azt állítják, hogy a fibula csak egy 19. századi csalás:
- Arthur E. Gordon, Illustrated Introduction to Latin Epigraphy, Berkeley/Los Angeles/London 1983, ISBN 0-520-03898-3
- Larissa Bonfante, Etruscan Life and Afterlife: A Handbook of Etruscan Studies, Wayne State University Press, Detroit, 1986

Akik a fibulát valódinak és hitelesnek tartják:
- Winfred P. Lehmann, Historical Linguistics, Routledge, tercera edición, enero de 1993
- R. Wachter, Altlateinische Inschriften. Sprachliche und epigraphische Untersuchungen zu den Dokumenten bis 150 v. Chr. Bern etc. 1987
- E. Formigli, Indagini archeometriche sull'autenticità della Fibula Praenestina. MDAI(R) 99 (1992) 329-343, Taf. 88-96.

További irodalom:
- Paul M. Lloyd, From Latin to Spanish, American Philosophical Society, 1987